# Ngô Gia Khảm
Ngô Gia Khảm (1912 - 1990) là một trong những người được phong tặng danh hiệu Anh hùng Lao động đầu tiên năm 1952, còn gọi là người "Anh hùng Lao động số 1".
Ông là người dân tộc Kinh. Ông sinh ra ở phường Tam Sơn, thành phố Từ Sơn, tỉnh Bắc Ninh. Ông từng là Trưởng ban Ban Thanh tra Bộ Giao thông Vận tải, Giám đốc Nhà máy Toa Xe lửa Gia Lâm.

## Tiểu sử
Ngô Gia Khảm sinh năm 1912, quê quán ở phường Tam Sơn, thành phố Từ Sơn, tỉnh Bắc Ninh. Năm 1928, anh tham gia hoạt động Cách mạng. Năm 1936, anh được kết nạp vào Đảng Cộng sản Đông Dương. Năm 1941, Ngô Gia Khảm bị thực dân Pháp bắt giam ở Sơn La. Trong tù ông giữ tinh thần đấu tranh, có lần tuyệt thực đến 11 ngày, buộc địch phải trả tự do. Ra tù, ông tiếp tục hoạt động chống Pháp.
Năm 1944, Ngô Gia Khảm là một trong những người đầu tiên xây dựng và là Quản đốc Xưởng Quân giới ở chiến khu Việt Bắc. Ông cùng với ông Nguyễn Văn Xuân (kỹ sư) chế tạo lựu đạn vỏ gang kiểu dập tại Bắc Ninh.
Trong Kháng chiến chống Pháp, ông xây dựng xưởng Hoá chất đầu tiên ở Việt Bắc, chế tạo thuốc nổ làm mìn, lựu đạn và đạn. Ông bị thương ba lần trong khi sản xuất. Từ năm 1945 đến năm 1954, ông đã đào tạo được nhiều công nhân quân giới và sản xuất nhiều thuốc nổ phục vụ nhiệm vụ kháng chiến.
Năm 1954, sau khi hòa bình lập lại, ông làm Giám đốc kiêm Bí thư Đảng ủy Nhà máy Toa Xe lửa Gia Lâm trực thuộc Tổng cục Đường sắt. Ông mất vào năm 1990.

## Cống hiến
Năm 1950, ông được ghi nhận là Chiến sĩ thi đua của Liên khu Việt Bắc.
Năm 1951, ông đạt danh hiệu Chiến sĩ thi đua toàn quân (1951), chiến sĩ thi đua số 1 của ngành công nghiệp.
Tháng 5 năm 1952, trong đại hội liên hoan Anh hùng Chiến sĩ thi đua toàn quốc lần thứ nhất, ông được Chính phủ và Bác Hồ tặng thưởng Huân chương Kháng chiến hạng Nhất. Ngày 19 tháng 5 năm 1952, Ngô Gia Khảm được Nhà nước tặng danh hiệu Anh hùng Lao động Nhân dân Việt Nam.
Năm 1968, ông được tặng thưởng Huân chương Lao động hạng nhì, Huân chương Kháng chiến hạng nhì.